# Prélude, Fugue et Variation
Le Prélude, Fugue et Variation (op. 18 FWV 30) est une composition pour orgue de César Franck, dédiée « à son ami Monsieur C. Saint-Saëns ». Écrite entre 1860 et 1862, cette œuvre est constituée de trois mouvements dans le ton de si mineur, mais doivent être joués enchaînés, car ils sont conçus comme un seul élément (enchaînement des tonalités, pédales, etc.).

## Analyse
L’œuvre est élaborée selon les formes et principes mis en place à la période baroque, d’après le modèle utilisé et développé par Johann Sebastian Bach dans ses compositions pour orgue :
- Prélude : préparation du musicien à jouer l’ensemble instrumental. Le prélude est suivi d'un mouvement lent de courte durée, puisqu'il est composé de neuf mesures (trois périodes).
- Fugue : développement contrapuntique.
- Variation sur le thème du prélude : écriture réalisée selon le même modèle de la variation pour orgue Ich ruf’ zu dir Herr Jesu Christ de Bach[évasif].

### Prélude
Un court mouvement de tempo lent succède au prélude, avec une ambiguïté entre si mineur et fa# mineur.

### Fugue

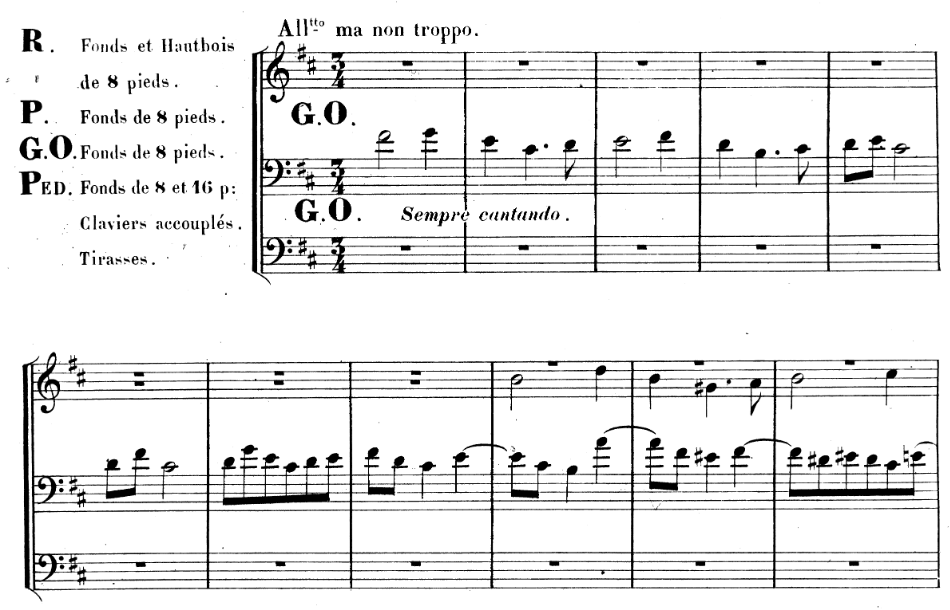
Début de la fugue

### Variation (Andantino)
Cette partie est une variation à trois voix sur le thème du prélude avec rythme imposé. La voix supérieure joue la mélodie thématique du prélude, la basse demeure la même que celle écrite dans le prélude, mais la voix intermédiaire élabore un discours mélodique, fréquemment sous forme d’arpèges dans un continuum de doubles-croches.

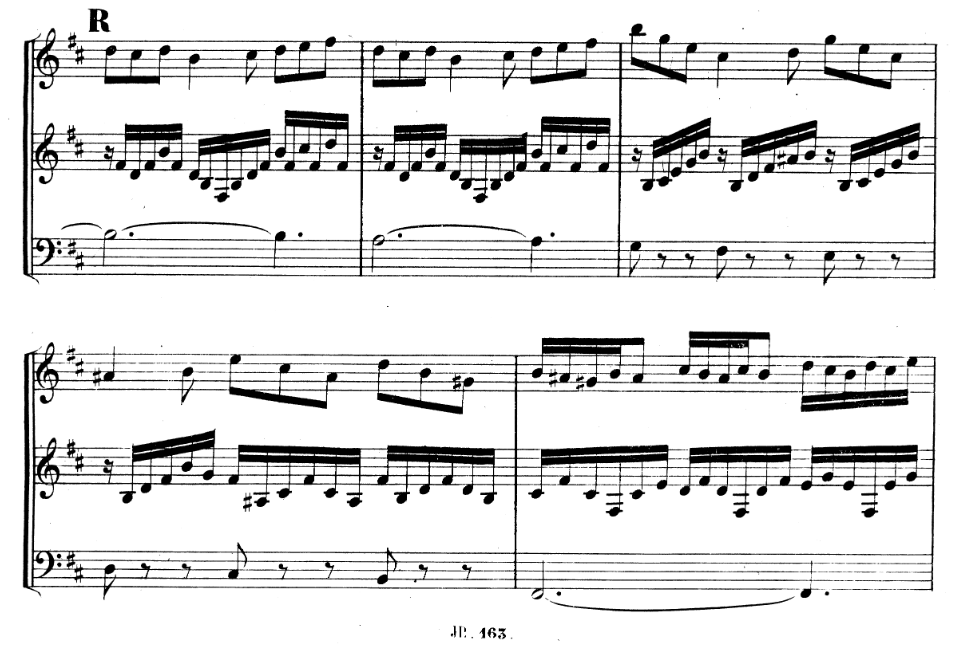
Variation

## Adaptations
La version originale de cette composition est pour piano et harmonium. Il existe deux transcriptions pour piano seul, par Bauer et par Friedman.
Une version orchestrale peut également être entendue dans le film français La diagonale du fou, sorti en 1984.

## Discographie
André Isoir, à l'orgue Cavaillé-Coll de la cathédrale de Luçon